# André Citroën

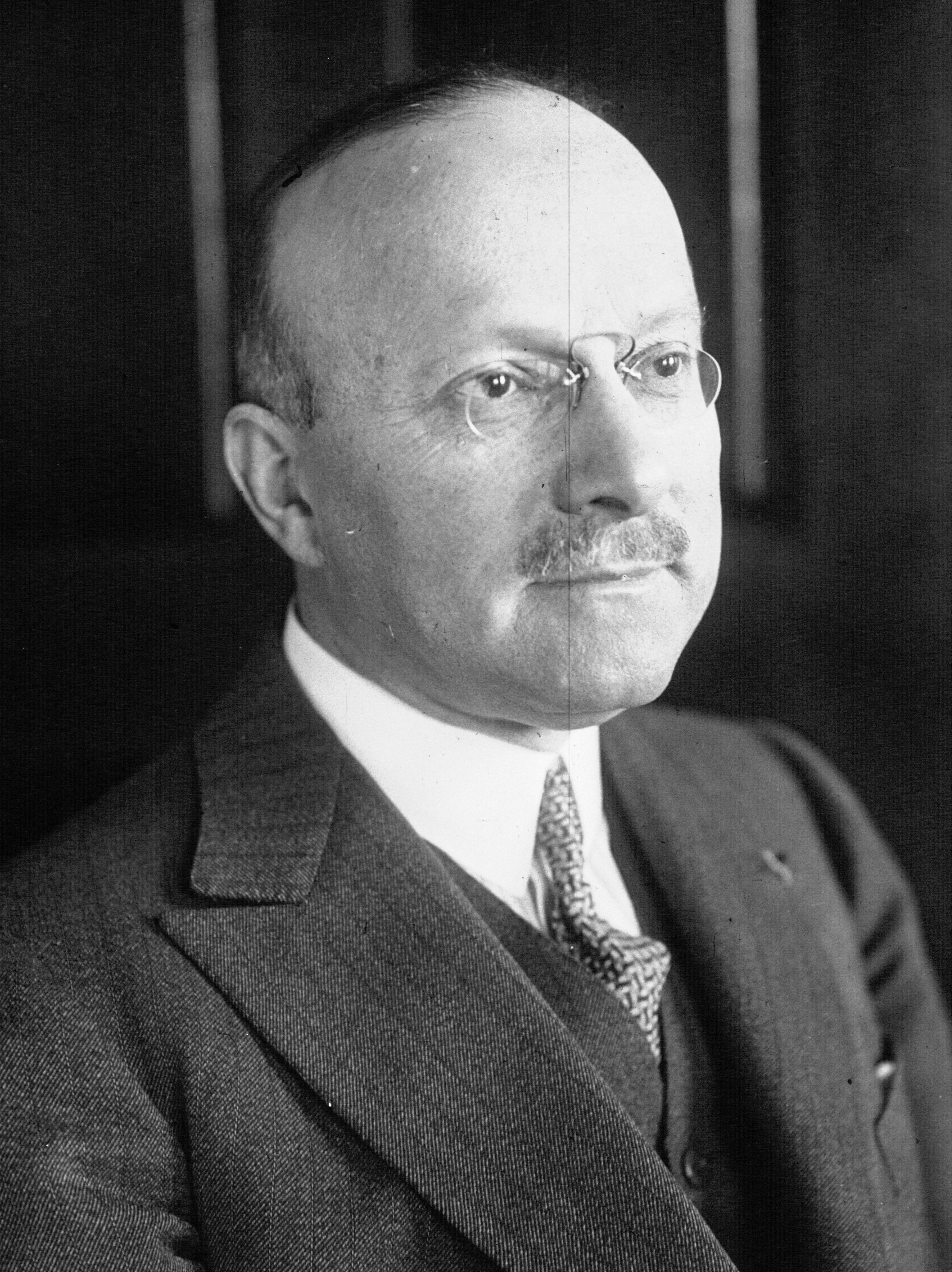
André Citroën (1932)

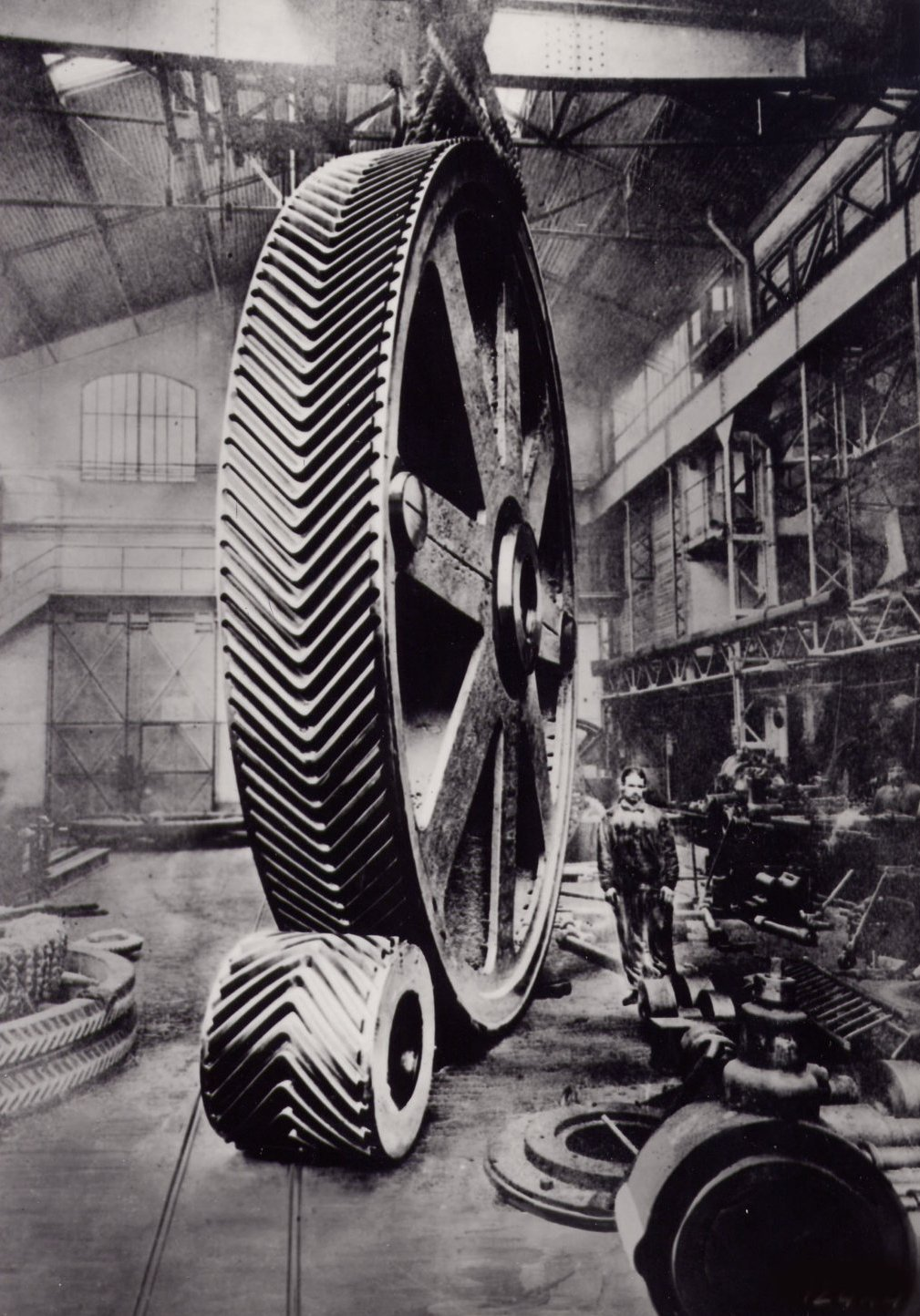
Het logo van Citroën verwijst naar zijn tandwielen double chevrons

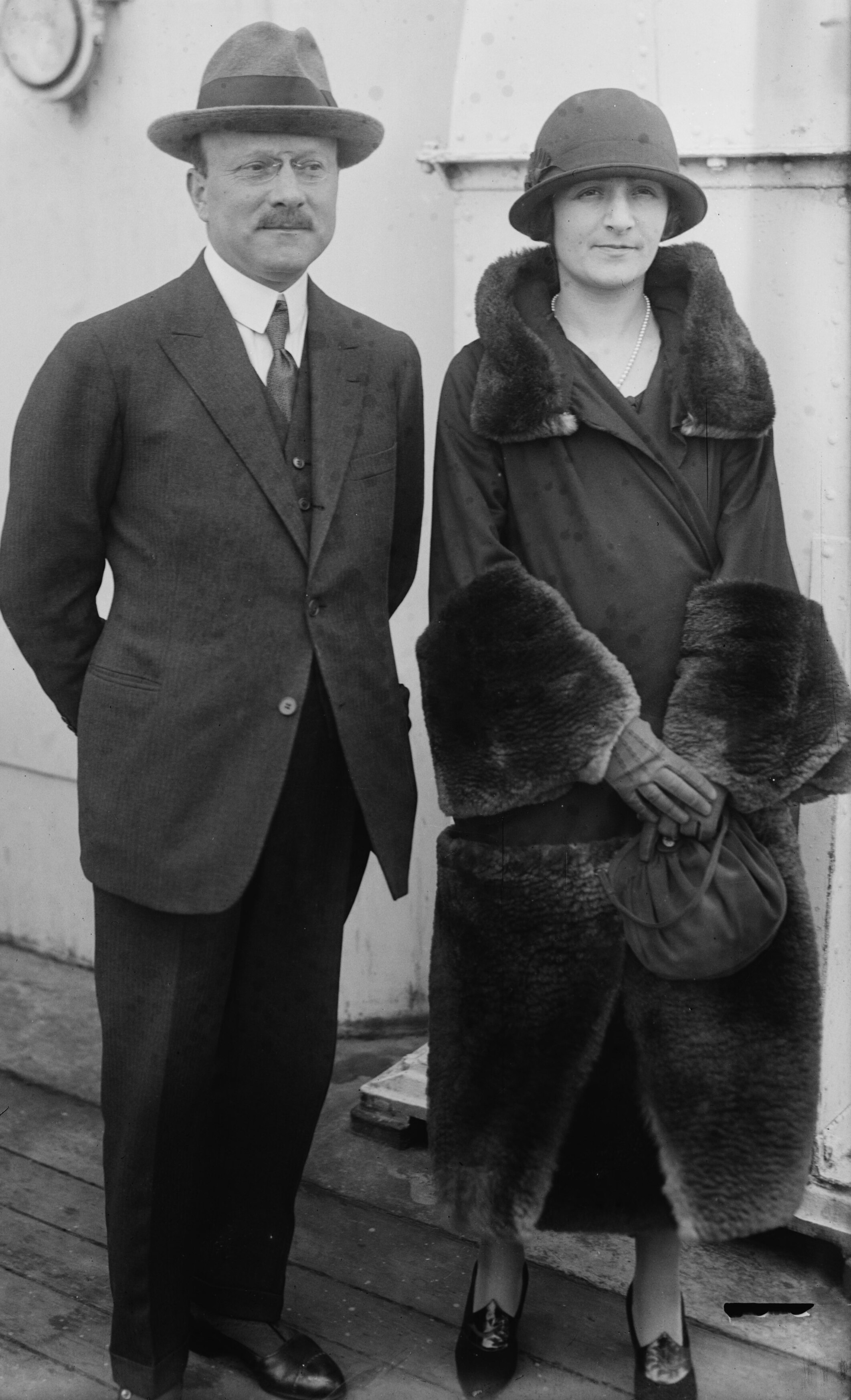
Andre Citroën en zijn vrouw

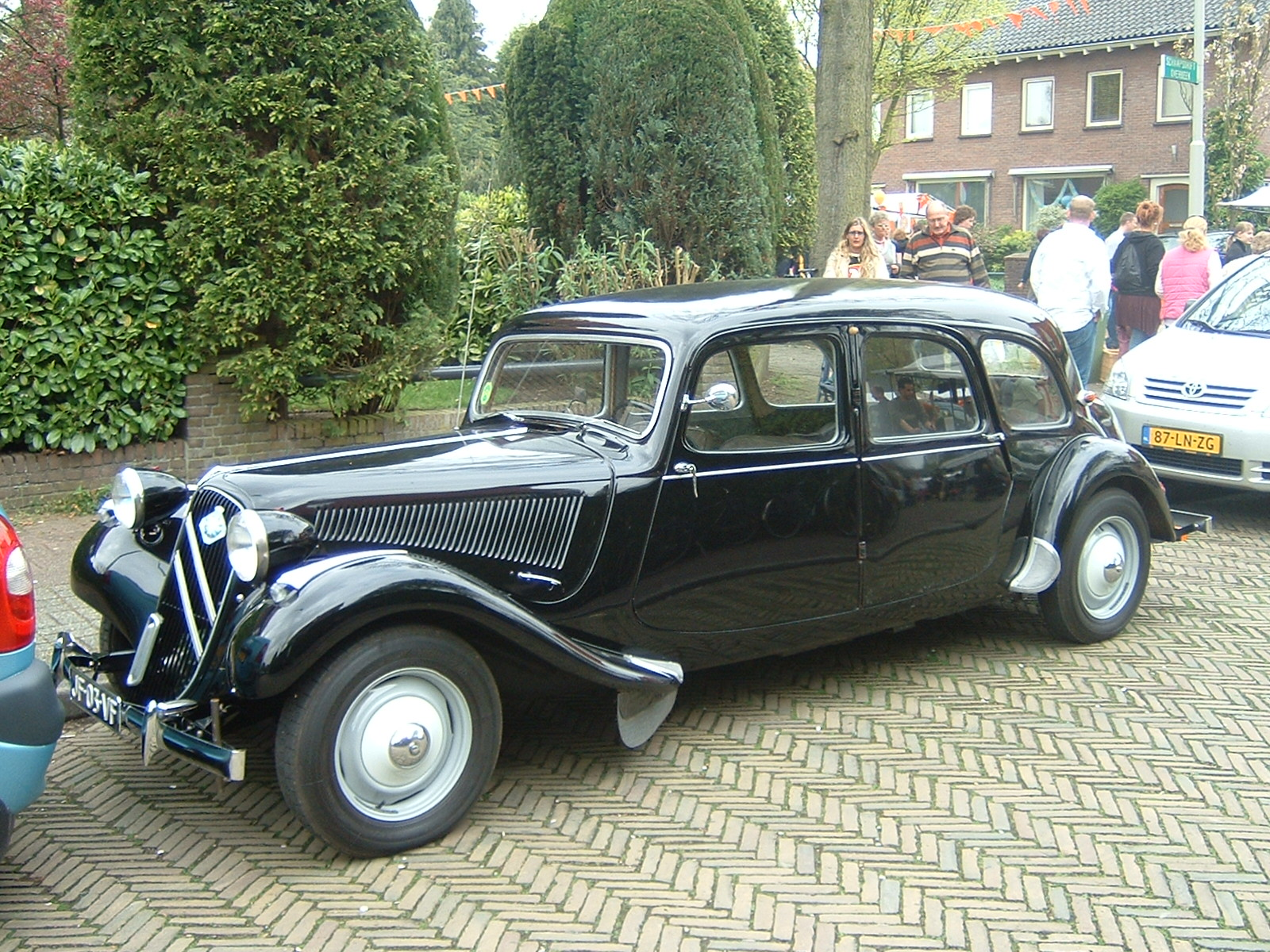
De Traction Avant

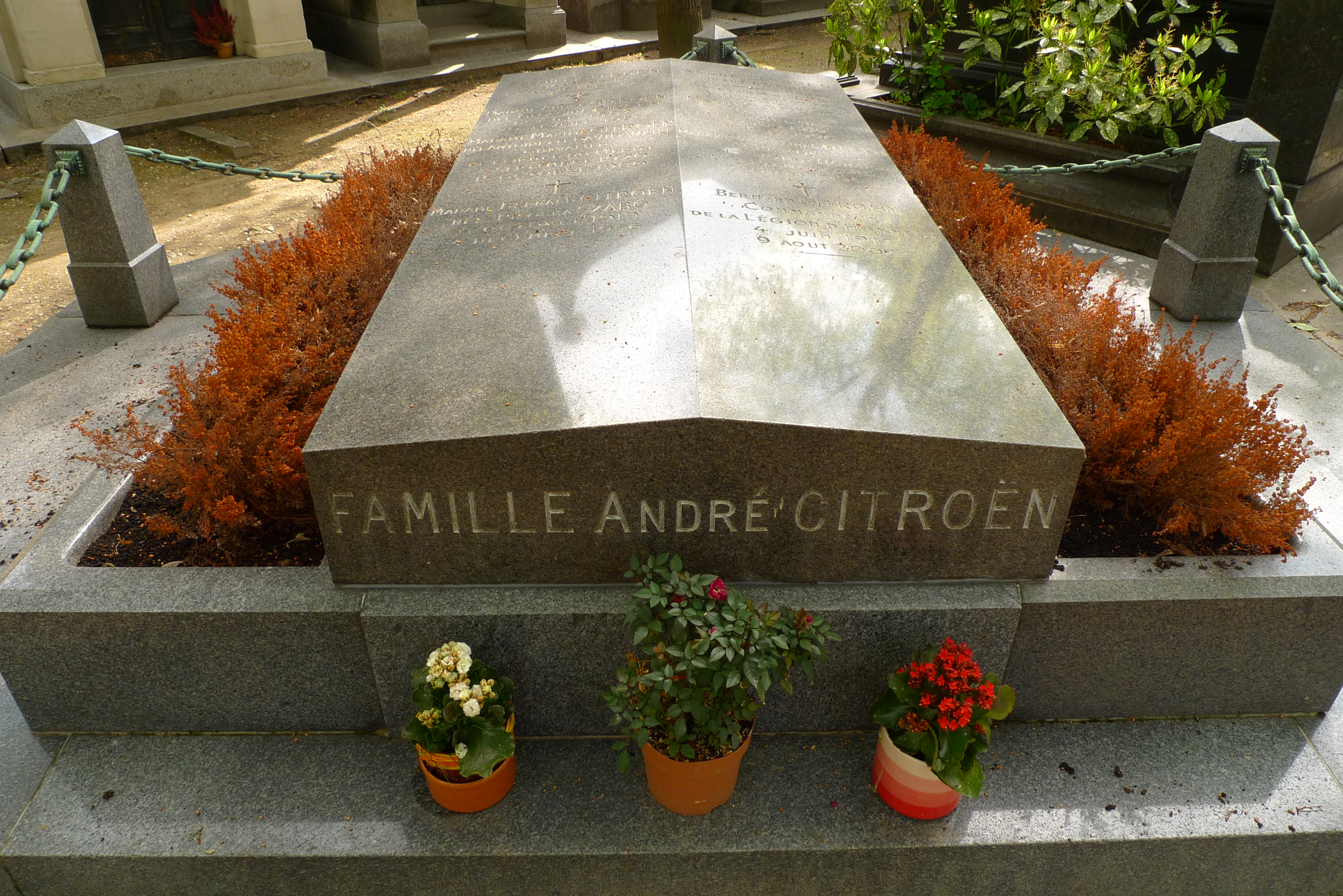
Het graf van André Citroën

André Gustave Citroën, (Parijs, 5 februari 1878 - aldaar, 3 juli 1935) was een Frans industrieel.

## Biografie

### Voorgeslacht en naam
Oorspronkelijk kwam de familie van André uit Nederland. Andrés joodse overgrootvader Roelof handelde in groenten en fruit en bij de invoering van de Burgerlijke Stand in 1811 moest hij een achternaam kiezen. Hij vond de naam Limoenman zeer passend. Roelofs zoon Barend (1808-1895) was een eenvoudige juweliersknecht, wiens schoonvader de naam Limoenman maar niets vond. Citroen leek hem beter. 
Barends zoon Levie Citroen (1842-1884), een diamanthandelaar uit Amsterdam, verhuisde in 1873, met zijn joods-Poolse vrouw Masza Amelia Kleinman uit Warschau, naar Parijs waar André in 1878 geboren werd als vijfde en laatste kind. Na een mislukte speculatie met een diamantmijn in Zuid-Afrika pleegde Lévie Citroen zelfmoord in 1884 door uit het raam te springen. Andrés schoolmeester is degene die uiteindelijk het trema op de e in Citroen zette. Toen André naar het Lycée Condorcet ging, werd zijn achternaam gespeld als Citroën, voortaan met trema.

### Handelaar en autofabrikant
De jonge André werd door een lezing van Jules Verne en de bouw van de Eiffeltoren geïnspireerd om ingenieur te worden. Na het volgen van een technische opleiding ontwikkelde André Citroën zich tot een geniaal uitvinder en innovator met een neus voor verhandelbare producten. Als handelsmerk koos hij de "double chevrons" (Frans voor dubbele pijlen), naar het voorbeeld van de kepervertandingen van de tandwielen waarvoor hij in 1900 het octrooi aanvroeg.
In 1901 richtte hij en zijn oude middelbare schoolvrienden André Boas en Jacques Hinstin een bedrijf op Citroën, Hinstin et Cie. Het bedrijf produceert tandwielen voor diverse toepassingen. De grote tandwielen worden gebruikt bij elektromotoren voor de stroomvoorziening maar ook kleinere exemplaren voor versnellingsbakken en achterassen van auto's.
In 1906 werd hij als directeur van Automobiles Mors aangesteld. Hij wist het merk van de ondergang te redden door een grondige reorganisatie door te voeren. Later wist hij de productie te vertienvoudigen.
In 1912 bracht André Citroën een bezoek aan de Verenigde Staten. Onderdeel van de reis was een bezoek aan de Ford-fabriek bij Detroit, waar aan de lopende band zeer efficiënt voertuigen werden gemaakt.

### Munitiefabricage
Met het uitbreken van de Eerste Wereldoorlog werd André in augustus 1914 gemobiliseerd als officier bij de artillerie. Aan het front zag hij de tekortkomingen van de artillerie en het gebrek aan granaten. Na de dood van zijn broer Bernard aan het front, ging hij met een uitgewerkt plan voor een munitiefabriek naar de Generale Staf. Binnen 18 maanden zette Citroën een nieuwe fabriek op die voor die tijd gigantische aantallen mortieren produceerde. Op het moment van de wapenstilstand op 11 november 1918 had de fabriek meer dan 24 miljoen stuks geproduceerd. Nog lopende orders voor granaten werden geannuleerd en André Citroën besloot de munitiefabriek om te bouwen tot een autofabriek.

### Eigen autofabriek
Na de oorlog startte Citroën met zijn meest ambitieuze project: een autofabriek onder de eigen naam "Automobiles André Citroën SA", kortweg Citroën. In januari 1919 maakte André Citroën in de pers bekend dat hij auto’s in massaproductie gaat produceren. De prijs wordt 7250 Franse frank, bijna de helft goedkoper dan de goedkoopste auto op dat moment beschikbaar. In 1919 liep het eerste Type A van de lopende band tegen een voor die tijd revolutionair lage prijs. In 1920 werden er al 20.000 exemplaren van verkocht. Via spectaculaire acties in de media wist Citroën de aandacht gedurende de jaren twintig vast te houden.
In 1929 werd Citroën de op een na grootste autofabrikant ter wereld met 102.891 geproduceerde voertuigen. Bijna de helft van de auto's werd buiten Frankrijk verkocht. Citroën telde 32.000 werknemers. Ondanks de verkoopsuccessen leed het bedrijf verlies en de financiële situatie verergerde door de crisis van de jaren 1930.
In 1933 nam hij de autoconstructeur André Lefèbvre in dienst. In één jaar tijd ontwierp en bereidde hij de fabricage voor van de beroemde "Traction Avant", die op 24 maart 1934 aan de dealers werd gepresenteerd. De Traction Avant was een revolutionair ontwerp met veel nieuwigheden. Dit leidde ook tot veel technische problemen die tegen hoge kosten verholpen moesten worden terwijl de verkopen achterbleven bij de verwachtingen.

### Failliet
In 1934 kwam Citroën door de crisis, hoge investeringen in nieuwe fabrieken en modellen en zijn flamboyante levensstijl in financiële moeilijkheden. De banken weigerden hem een extra krediet en kort daarop ging hij failliet. Zijn hele vermogen zat in de ontwikkeling van de revolutionaire Traction Avant. De grootste schuldeisers van het bedrijf, de gebroeders Michelin, namen op verzoek van de banken de leiding over.
In 1935 verkocht André Citroën zijn aandelen aan Michelin en ging in januari met pensioen. Hij bleef voorzitter van de raad van bestuur, maar werd in juli 1935 opgevolgd door Pierre Michelin. Op 18 februari werd hij opgenomen in het ziekenhuis. Hij werd in mei geopereerd, maar overleed op 3 juli 1935 aan maagkanker. Hij was 57 jaar oud. Hij ligt begraven op de begraafplaats van Montparnasse.

## Innovaties
Citroën wordt gezien als de Europese tegenhanger van Henry Ford, de vernieuwende Amerikaanse autofabrikant.
Hij zorgde voor de introductie van:
- de geruisloze versnellingsbakken voor auto's
- in massa vervaardigde auto's gericht op een groot publiek (naar Fords voorbeeld)
- de garantieperiode op nieuwe auto's
- de financiering van nieuwe auto's
- een uitgebreid Citroën-dealernetwerk
- een onderdelenvoorraad bij het dealernetwerk
- de halftrack-rupsbandaandrijving voor personenwagens
- de zelfdragende carrosserie in Europa
- het zwangerschapsverlof voor werkneemsters
- het kinderdagverblijf voor kinderen van personeel
- de bedrijfsgezondheidsdienst en bedrijfshulpverlening
- autoverhuur, lease en autoverzekeringen
- de voorlopers van de advertorials
- het verheffen van producten tot modegril in de media en public relations
- de lopende band in Europa
- het openbaar vervoer met bussen in Frankrijk
- de landelijke bewegwijzering in Frankrijk

## Eerbetoon
André Citroën was een van de eersten die aan de "European Automotive Hall of fame" werden toegevoegd.

## Privé
In 1913 ontmoette hij Georgina Bingen (1892-1955), een vrouw van Italiaans-joodse afkomst. Op 27 mei 1914 zijn de twee getrouwd. Het echtpaar kreeg vier kinderen.

## Naslagwerken
- (en)  Reynolds, John Andre Citroen: The Man and the Motor Cars Palgrave Macmillan, Basingstoke (1997) ISBN 978-031-216-505-5
- (fr)  Broustail, Joël Citroën et le citroënisme : essai historique sur la passion automobile et l'innovation Au Pont 9, Parijs (2020) ISBN 9791096310609